# Этти, Карл
Карл Этти (нем. Karl Etti; 25 июня 1825, Ванген-им-Алльгой — 29 ноября 1890, Вена) — австрийский химик немецкого происхождения.
Учился в Гёттингенском университете, затем в 1845—1846 гг. стажировался в Мюнхене в Фармацевтическом институте под руководством И. А. Бухнера. В 1853 г. принял у своего отца руководство городской аптекой в Вангене и руководил ею до 1866 года, после чего решил полностью посвятить себя науке и перебрался в Вену. Некоторое время работал в лаборатории сельскохозяйственной опытной станции под руководством Э. Людвига, где занимался, в частности, исследованием окаменелого дерева из Буковины. Затем работал в Венском политехническом институте, первоначально под руководством Г. Глазивца, а затем вместе с Л. Бартом, изучая красители и дубильные вещества растительного происхождения.